# Breien (wiskunde)
Breien is een in het wiskunde-onderwijs gebruikelijke aanduiding van een notatiefout bij rekenen. De fout bestaat er uit dat twee berekeningen met gelijktekens aan elkaar worden geplakt, terwijl er in feite niet elke keer sprake is van gelijkheid aan beide kanten van het teken. De fout wordt ook wel een treintje genoemd. Door bijvoorbeeld een komma te plaatsen kan de fout voorkomen worden.

## Voorbeeld
We gaan uit van de volgende opdracht
Neem het getal 17, tel er 3 bij op en vermenigvuldig het resultaat vervolgens met 2.
Met breien wordt de uitwerking daarvan als volgt opgeschreven: 
17 + 3 = 20 × 2 = 40.
Eenvoudig is echter te zien dat 17 + 3 niet uiteindelijk gelijk is aan 40.
Om de berekening correct op te schrijven moet hij ofwel worden gesplitst:
17 + 3 = 20
20 × 2 = 40
Of de twee stappen moet worden meteen aan de linkerkant van het gelijkteken worden genoteerd:
(17 + 3) × 2 = 20 × 2 = 40.
Om breien te omzeilen wordt soms een machientjesschema gebruikt.